# Софія Мулсап
Софія Мулсап (нар. 6 червня 1990) — колишня таїландська тенісистка.
Найвищу одиночну позицію світового рейтингу — 791 місце досягла 6 жовтня 2008, парну — 246 місце — 19 травня 2008 року.
Здобула 2 парні титули.
Завершила кар'єру 2009 року.

## Фінали ITF
| турніри $10,000 |

### Парний розряд (2–3)
| Результат | W–L | Дата           | Турнір                  | Рівень | Покриття | Партнерка           | Суперниці                              | Рахунок       |
| --------- | --- | -------------- | ----------------------- | ------ | -------- | ------------------- | -------------------------------------- | ------------- |
| Перемога  | 1–0 | липень 2007    | ITF Khon Kaen, Таїланд  | 10,000 | Тверде   | Варатчая Вонгтінчай | Деніс Дай Нунгнадда Ваннасук           | 6–4, 6–2      |
| Перемога  | 2–0 | липень 2007    | ITF Бангкок, Таїланд    | 10,000 | Тверде   | Варатчая Вонгтінчай | Ноппаван Летчівакарн Напапорн Тонгсалі | 4–6, 6–4, 6–1 |
| Поразка   | 2–1 | серпень 2007   | ITF Нойда, Індія        | 10,000 | Килим    | Варатчая Вонгтінчай | Анкіта Бгамбрі Санаа Бгамбрі           | 1–6, 4–6      |
| Поразка   | 2–2 | серпень 2007   | ITF Нью-Делі, Індія     | 10,000 | Тверде   | Варатчая Вонгтінчай | Тара Ієр Нунгнадда Ваннасук            | 4–6, 3–6      |
| Поразка   | 2–3 | 16 серпня 2008 | ITF Chiang Mai, Таїланд | 10,000 | Тверде   | Варатчая Вонгтінчай | Чень Яньчон Чень Ї                     | 5–7, 3–6      |

## Юніорські фінали ITF
| Категорія B1 |
| Категорія G2 |
| Категорія G3 |
| Категорія G4 |
| Категорія G5 |

### Одиночний розряд (1–2)
| Результат | W–L | Дата          | Турнір              | Grade | Покриття | Суперниця               | Рахунок  |
| --------- | --- | ------------- | ------------------- | ----- | -------- | ----------------------- | -------- |
| Поразка   | 0–1 | червень 2006  | Джакарта, Індонезія | G4    | Тверде   | Лутфіана-Аріс Будіхарто | 4–6, 2–6 |
| Перемога  | 1–1 | липень 2006   | Бангкок, Таїланд    | G4    | Тверде   | Ніча Летпітаксінчай     | 6–0, 6–1 |
| Поразка   | 1–2 | листопад 2006 | Бангкок, Таїланд    | G4    | Тверде   | Чжоу Імяо               | 1–6, 0–6 |

### Парний розряд (6–5)
| Результат | W–L | Дата          | Турнір                 | Grade | Покриття | Партнерка            | Суперниці                                  | Рахунок       |
| --------- | --- | ------------- | ---------------------- | ----- | -------- | -------------------- | ------------------------------------------ | ------------- |
| Перемога  | 1–0 | вересень 2003 | Коломбо, Шрі-Ланка     | G5    | Ґрунт    | Пенпорн Чантаванноп  | Тхіюмі Абейсінгхе Махеша Сеневіратне       | 6–1, 6–3      |
| Перемога  | 2–0 | липень 2005   | Бангкок, Таїланд       | G5    | Тверде   | Yang Zi-Jun          | Пенпорн Чантаванноп Варанья Віджуксанабун  | 6–3, 6–4      |
| Перемога  | 3–0 | липень 2006   | Бангкок, Таїланд       | G4    | Тверде   | Хунпак Іссара        | Ніча Летпітаксінчай Утхумпорн Пудтра       | 1–6, 6–2, 6–2 |
| Поразка   | 3–1 | липень 2006   | Бангкок, Таїланд       | G4    | Тверде   | Хунпак Іссара        | Варуня Вонгтінчай Варатчая Вонгтінчай      | 4–6, 6–1, 6–7 |
| Перемога  | 4–1 | вересень 2006 | Саравак, Малайзія      | G3    | Тверде   | Хунпак Іссара        | Huang Hui-chi Lin Szu-yu                   | 6–3, 6–1      |
| Перемога  | 5–1 | вересень 2006 | Куала-Лумпур, Малайзія | G4    | Тверде   | Хунпак Іссара        | Chen Mu-ying Li Meng-lin                   | 6–3, 6–3      |
| Поразка   | 5–2 | листопад 2006 | Бангкок, Таїланд       | G4    | Тверде   | Хунпак Іссара        | Сюань-Юй Ґо Чжоу Імяо                      | 3–6, 1–6      |
| Поразка   | 5–3 | січень 2007   | Нью-Делі, Індія        | G2    | Тверде   | Хунпак Іссара        | Юлія Голобородько Анастасія Васильєва      | 3–6, 4–6      |
| Перемога  | 6–3 | березень 2007 | Джакарта, Індонезія    | G2    | Тверде   | Ноппаван Летчівакарн | Джоя Барб'єрі Олена Чернякова              | 6–1, 3–6, 6–4 |
| Поразка   | 6–4 | вересень 2007 | Хучжоу, КНР            | G3    | Тверде   | Хунпак Іссара        | Людмила Кіченок Надія Кіченок              | 3–6, 3–6      |
| Поразка   | 6–5 | листопад 2007 | Нью-Делі, Індія        | B1    | Тверде   | Ноппаван Летчівакарн | Олександра Колесниченко Пуджашрі Венкатеша | 2–6, 4–6      |